# Reino de Castela
O Reino de Castela (em castelhano: Reino de Castilla: em latim: Regnum Castellae) foi uma entidade política na Península Ibérica durante a Idade Média. Suas origens remontam ao Condado de Castela do século IX (em castelhano: Condado de Castilla, em latim: Comitatus Castellae), como um senhorio fronteiriço oriental do Reino de Leão. Durante o século X, os condes castelhanos aumentaram sua autonomia, mas foi apenas em 1065 que se separou do Reino de Leão e se tornou um reino por direito próprio. Entre 1072 e 1157, esteve novamente unido a Leão, e após 1230, a união tornou-se permanente.
Durante esse período, os reis castelhanos realizaram extensas conquistas no sul da Península Ibérica às custas dos principados islâmicos. Os Reinos de Castela e de Leão, com suas aquisições meridionais, passaram a ser conhecidos coletivamente como a Coroa de Castela, termo que também veio a englobar a expansão ultramarina.

## História

#### Séculos IX a XI: origens
De acordo com as crônicas de Alfonso III das Astúrias, a primeira referência ao nome "Castela" (Castilla) pode ser encontrada em um documento escrito durante o ano 800 d.C. Nas crônicas de Al-Andalus do Califado de Córdoba, as fontes mais antigas referem-se a ela como Al-Qila, ou "os planaltos fortificados" além do território de Álava, mais ao sul do que esta e os primeiros encontrados em suas expedições desde Zaragoza. O nome reflete sua origem como uma marca na fronteira oriental do Reino das Astúrias, protegida por castelos, torres, ou castra, em um território anteriormente chamado Bardulia.
O Condado de Castela, limitado ao sul pelas porções setentrionais do sistema montanhoso espanhol Sistema Central, localizava-se logo ao norte da atual província de Madrid. Foi repovoado por habitantes de Cantábria, Astúrias, Vascônia e origens visigóticas e moçárabes. Tinha seu próprio dialeto românico e leis consuetudinárias.
Desde a primeira metade do século IX até meados do século, quando passou a receber mais atenção, foi administrado e defendido pelos monarcas de Leão, devido às crescentes incursões do Emirado de Córdoba. Seus primeiros assentamentos de repovoamento foram liderados por pequenos abades e condes locais do outro lado da cordilheira cantábrica em vales vizinhos, Trasmiera e Primorias e outros menores, dos contíguos vales marítimos de Mena e Encartaciones na vizinha Biscaia; alguns desses colonos haviam abandonado essas áreas expostas da Meseta algumas décadas antes, e se refugiado nas muito mais densas e intratáveis florestas dos vales atlânticos, de modo que não eram tão estranhos a eles.
Uma mistura de colonos das áreas costeiras da Cantábria e Basca, que recentemente aumentaram com refugiados, foi liderada sob a proteção do Abade Vitulus e seu irmão, o Conde Herwig, conforme registrado nas cartas locais que assinaram por volta dos primeiros anos do século IX. As áreas que eles povoaram não se estendiam muito além das cordilheiras sudeste da Cantábria e não além dos limites meridionais dos altos vales do rio Ebro e desfiladeiros de cânions.
O primeiro conde de uma Castela mais ampla e unida foi Rodrigo em 850, sob Ordoño I das Astúrias e Alfonso III das Astúrias. Ele estabeleceu e fortificou a antiga cidade cantábrica de colina de Amaya, a oeste e sul do rio Ebro, que oferecia uma defesa mais fácil contra as expedições militares muçulmanas e o comando da principal estrada, ainda funcional desde o Império Romano, passando ao sul da cordilheira cantábrica até Leão. Subsequentemente, a região foi subdividida, sendo nomeados condes separados para Álava, Burgos, Cerezo e Lantarón, e uma Castela reduzida. Em 931, o condado foi reunificado pelo Conde Fernán González, que se rebelou contra o Reino de Leão, estado sucessor das Astúrias, e alcançou um status autônomo, permitindo que o condado fosse herdado por sua família em vez de estar sujeito à nomeação pelo rei leonês.

#### Séculos XI e XII: expansão e união com o Reino de Leão

Condado de Castela (Castilla) em 1037

A minoridade do Conde García Sánchez levou Castela a aceitar Sancho III de Navarra, casado com a irmã do Conde García, como senhor feudal. García foi assassinado em 1028 enquanto estava em Leão para se casar com a princesa Sancha, irmã de Bermudo III de Leão. Sancho III, atuando como senhor feudal, nomeou seu filho mais novo (sobrinho de García) Fernando como Conde de Castela, casando-o com a noiva pretendida de seu tio, Sancha de Leão. Após a morte de Sancho em 1035, Castela retornou ao controle nominal de Leão, mas Fernando, aliando-se com seu irmão García Sánchez III de Navarra, iniciou uma guerra com seu cunhado Vermudo. Na Batalha de Tamarón, Vermudo foi morto, não deixando herdeiros sobreviventes. Por direito de sua esposa, Fernando então assumiu o título real como rei de Leão e Castela, pela primeira vez associando o título real ao domínio de Castela.
Quando Fernando I morreu em 1065, os territórios foram divididos entre seus filhos. Sancho II tornou-se Rei de Castela, Alfonso VI, Rei de Leão e García, Rei da Galiza, enquanto suas filhas receberam cidades: Urraca recebeu Zamora, e Elvira recebeu Toro.
Sancho II aliou-se a Alfonso VI de Leão e juntos conquistaram e, em seguida, dividiram a Galiza. Sancho posteriormente atacou Alfonso VI e invadiu Leão com a ajuda de El Cid, expulsando seu irmão para o exílio, reunificando assim os três reinos. Urraca permitiu que a maior parte do exército leonês se refugiasse na cidade de Zamora. Sancho sitiou a cidade, mas o rei castelhano foi assassinado em 1072 por Bellido Dolfos, um nobre galego. As tropas castelhanas então se retiraram.
Como resultado, Alfonso VI recuperou todo o seu território original de Leão e tornou-se rei de Castela e Galiza. Esta foi a segunda união de Leão e Castela, embora os dois reinos permanecessem entidades distintas unidas apenas em uma união pessoal. O juramento feito por El Cid perante Alfonso VI em Santa Gadea de Burgos sobre a inocência de Alfonso no assassinato de seu irmão é bem conhecido.
Durante os primeiros anos do século XII, Sancho, o único filho de Alfonso VI, morreu, deixando apenas sua filha. Por causa disso, Alfonso VI adotou uma abordagem diferente de outros reinos europeus, incluindo a França. Ele deu suas filhas, Elvira, Urraca e Teresa em casamento a Raimundo de Toulouse, Raimundo da Borgonha e Henrique da Borgonha, respectivamente. No Concílio de Burgos em 1080, o tradicional rito moçárabe foi substituído pelo romano.
Após sua morte, Alfonso VI foi sucedido por sua filha, a viúva Urraca, que então se casou com Alfonso I de Aragão, mas eles quase imediatamente se desentenderam. Alfonso tentou sem sucesso conquistar as terras de Urraca, antes de repudiá-la em 1114. Urraca também teve que lidar com tentativas de seu filho do primeiro casamento, o rei da Galiza, de afirmar seus direitos. Quando Urraca morreu, esse filho tornou-se rei de Leão e Castela como Alfonso VII. Durante seu reinado, Alfonso VII conseguiu anexar partes dos reinos mais fracos de Navarra e Aragão, que lutaram para se separar após a morte de Alfonso I de Aragão.
Alfonso VII renunciou ao seu direito de conquistar a costa mediterrânea para a nova união de Aragão com o Condado de Barcelona (Petronila e Ramón Berenguer IV).

#### Século XII: um elo entre Cristandade e Islã
Os séculos de domínio mouro estabeleceram o alto planalto central de Castela como uma vasta pastagem de ovelhas; o fato de que a maior parte da terminologia espanhola de criação de ovelhas foi derivada do árabe sublinha essa dívida.
Os séculos VIII e IX foram precedidos por um período de conquistas Omíadas, quando os árabes assumiram o controle de áreas anteriormente helenizadas como o Egito e a Síria no século VII. Foi nesse momento que encontraram pela primeira vez ideias gregas, embora desde o início, muitos árabes fossem hostis ao aprendizado clássico. Por causa dessa hostilidade, os Califas religiosos não podiam apoiar traduções científicas. Os tradutores tiveram que buscar patronos comerciais ricos em vez de religiosos. Até o governo abássida no século VIII, no entanto, havia pouco trabalho em tradução. A maior parte do conhecimento grego durante o governo Omíada foi obtida de estudiosos gregos que permaneceram do período bizantino, em vez de ampla tradução e disseminação de textos. Alguns estudiosos argumentam que a tradução era mais difundida do que se pensa durante este período, mas esta continua sendo a visão minoritária.
O principal período de tradução foi durante o governo abássida. O 2º Califa Abássida Al-Mansur mudou a capital de Damasco para Bagdá. Aqui ele fundou uma grande biblioteca, contendo textos Clássicos gregos. Al-Mansur ordenou que esta coleção de literatura mundial fosse traduzida para o árabe. Sob Al-Mansur, e por suas ordens, foram feitas traduções do grego, siríaco e persa. Os próprios livros siríacos e persas eram traduções do grego ou sânscrito.
Um legado do rei da Pérsia do século VI, Anushirvan (Cosroes I) o Justo foi a introdução de muitas ideias gregas em seu reino. Ajudados por este conhecimento e pela justaposição de crenças, os abássidas consideraram valioso olhar para o Islã com olhos gregos e olhar para os gregos com olhos islâmicos. Os filósofos abássidas também avançaram a ideia de que o Islã havia, desde o início, enfatizado a coleta de conhecimento como parte fundamental da religião. Essas novas ideias permitiram que o acúmulo e a tradução de conceitos gregos se disseminassem como nunca antes.
Durante o século XII, a Europa desfrutou de grandes avanços nas realizações intelectuais, desencadeados em parte pela conquista do grande centro cultural de Toledo (1085) pelo reino de Castela. Ali foram descobertos clássicos árabes e estabelecidos contatos com o conhecimento e obras de cientistas muçulmanos. Na primeira metade do século, um programa de tradução, chamado de "Escola de Toledo", traduziu muitas obras filosóficas e científicas dos mundos grego clássico e islâmico para o latim. Muitos estudiosos europeus, incluindo Daniel de Morley e Gerard de Cremona, viajaram para Toledo para obter mais conhecimento.
O Caminho de Santiago ampliou ainda mais o intercâmbio cultural entre os reinos de Castela e Leão e o resto da Europa.
O século XII viu o estabelecimento de muitas novas ordens religiosas, como no resto da Europa, como Calatrava, Alcântara e Santiago; e a fundação de muitas abadias cistercienses.

#### Século XIII: união definitiva com o Reino de Leão
Alfonso VII restaurou a tradição real de dividir seu reino entre seus filhos. Sancho III tornou-se Rei de Castela e Fernando II, Rei de Leão.
A rivalidade entre ambos os reinos continuou até 1230, quando Fernando III de Castela recebeu o Reino de Leão de seu pai Alfonso IX, tendo previamente recebido o Reino de Castela de sua mãe Berenguela de Castela em 1217. Além disso, ele aproveitou o declínio do império Almóada para conquistar o Vale do Guadalquivir, enquanto seu filho Alfonso X tomou a taifa de Múrcia.
As Cortes de Leão e Castela se fundiram, um evento considerado como a fundação da Coroa de Castela, constituída pelos reinos de Castela, Leão, taifas e outros domínios conquistados dos Mouros, incluindo a taifa de Córdoba, taifa de Múrcia, taifa de Jaén e taifa de Sevilha.

#### Séculos XIV e XV: a Casa de Trastâmara

Evolução da Coroa de Castela ao longo dos anos

A Casa de Trastâmara foi uma linhagem que governou Castela de 1369 a 1504, Aragão de 1412 a 1516, Navarra de 1425 a 1479, e Nápoles de 1442 a 1501.
Seu nome foi tirado do Conde (ou Duque) de Trastâmara. Este título foi usado por Henrique II de Castela, das Mercedes, antes de chegar ao trono em 1369, durante a guerra civil com seu irmão legítimo, o Rei Pedro de Castela. João II de Aragão governou de 1458 a 1479 e após sua morte, sua filha tornou-se Rainha Leonor de Navarra e seu filho tornou-se Rei Fernando II de Aragão.

#### União das Coroas de Castela e Aragão
O casamento de Fernando II de Aragão e Isabel I de Castela, em 1469 no Palácio dos Vivero em Valladolid, iniciou a união familiar dos dois reinos. Eles ficaram conhecidos como os Reis Católicos (los Reyes Católicos). Isabel sucedeu seu irmão como Rainha de Castela e Fernando tornou-se Rei de Castela jure uxoris em 1474. Quando Fernando sucedeu seu pai como Rei de Aragão em 1479, a Coroa de Castela e os vários territórios da Coroa de Aragão foram unidos em uma união pessoal, criando pela primeira vez desde o século VIII uma única unidade política, referida como España (Espanha).
"Los Reyes Católicos" iniciaram políticas que diminuíram o poder da burguesia e da nobreza em Castela, e reduziram grandemente os poderes das Cortes (Cortes Gerais) ao ponto em que se tornaram carimbos de borracha para os atos do monarca. Eles também trouxeram a nobreza para o seu lado. Em 1492, o Reino de Castela conquistou o último estado mouro de Granada, encerrando assim o domínio muçulmano na Ibéria e completando a Reconquista.

#### Século XVI
Com a morte de Isabel em 1504, sua filha, Joana I, tornou-se Rainha (em nome) com seu marido Filipe I como Rei (em autoridade). Após sua morte, o pai de Joana foi regente, devido à sua percebida doença mental, já que seu filho Carlos I tinha apenas seis anos de idade. Com a morte de Fernando II em 1516, Carlos I foi proclamado rei de Castela e de Aragão (em autoridade) juntamente com sua mãe Joana I como Rainha de Castela (em nome). Como o primeiro monarca a reinar sobre Castela e Aragão, Carlos I pode ser considerado como o primeiro Rei da Espanha operacional. Carlos I também se tornou Carlos V do Sacro Império Romano-Germânico em 1519.

## Governo: conselhos municipais e parlamentos
Como em todos os reinos medievais, entendia-se que o poder supremo residia no monarca "pela graça de Deus", como explicava a fórmula legal. No entanto, as comunidades rurais e urbanas começaram a formar assembleias para emitir regulamentos para lidar com problemas cotidianos. Com o tempo, essas assembleias evoluíram para conselhos municipais, conhecidos variavelmente como ayuntamientos ou cabildos, nos quais alguns dos habitantes, os chefes de famílias proprietários de terras (vecinos), representavam o restante. No século XIV, esses conselhos tinham ganhado mais poderes, como o direito de eleger magistrados municipais e oficiais (alcaldes, oradores, escrivães, etc.) e representantes para os parlamentos (Cortes).
Devido ao crescente poder dos conselhos municipais e à necessidade de comunicação entre estes e o Rei, cortes foram estabelecidas no Reino de Leão em 1188, e em Castela em 1250. Diferentemente de outros reinos, Castela não tinha uma capital permanente (nem a Espanha até o século XVI), então as cortes eram celebradas em qualquer cidade que o rei escolhesse para ficar. Nas primeiras Cortes leonesas e castelhanas, os habitantes das cidades (conhecidos como "laboratores") formavam um pequeno grupo dos representantes e não tinham poderes legislativos, mas eram um elo entre o rei e a população geral, algo que foi pioneiro pelos reinos de Castela e Leão. Eventualmente, os representantes das cidades ganharam o direito de votar nas Cortes, frequentemente se aliando aos monarcas contra os grandes senhores nobres.

## Armas do Reino de Castela
Durante o reinado de Alfonso VIII, o rei começou a usar as armas falantes de Castela como seu emblema, em seus brasões e bandeiras, que eram gules, um castelo de três torres or, maçonado de sable e ajouré de azure.

Brasão de armas com suportes (1406–74)